# Gustinja
Gustinja je hrid nenaseljeni otočić uz zapadnu obalu Istre, oko 7 km južno od Rovinja, oko 1000 metara od obale. U blizini su uvale Palud i Sv. Pavao te Ornitološki rezervat Palud.
Površina otoka je 5244 m2, duljina obalne crte 271 m, a visina 4 metra.
U Državnom programu zaštite i korištenja malih, povremeno nastanjenih i nenastanjenih otoka i okolnog mora Ministarstva regionalnoga razvoja i fondova Europske unije, svrstana je pod "manje
nadmorske tvorbe (hridi različitog oblika i veličine)". Pripada Gradu Rovinju.